# Gianni Comandini
Gianni Comandini (ur. 18 maja 1977 roku w Cesenie) – były włoski piłkarz występujący na pozycji napastnika.

## Kariera klubowa
Gianni Comandini zawodową karierę rozpoczynał w 1994 roku w klubie AC Cesena. W jego barwach zadebiutował w sezonie 1995/1996, natomiast kolejne rozgrywki spędził w grającym w Serie C1 zespole Montevarchi. Latem 1997 roku Comandini powrócił do Ceseny i od razu zaczął grywać w podstawowym składzie. W sezonie 1998/1999 włoski napastnik w 36 meczach Serie B strzelił 14 goli, a następnie przeniósł się do Vicenzy Calcio. W nowej drużynie prezentował jeszcze lepszą skuteczność, bowiem w 34 spotkaniach drugiej ligi zdobył 20 bramek. Razem z Vicenzą Comandini zwyciężył w rozgrywkach Serie B i awansował do pierwszej ligi.
Latem 2000 roku Włoch podpisał kontrakt z Milanem. W jego barwach 1 października zadebiutował w Serie A, a "Rossoneri" pokonali wówczas Vicenzę Calcio 2:0. 11 maja 2001 roku Comandini strzelił dwa gole dla swojego zespołu w zwycięskim 6:0 derbowym pojedynku z Interem Mediolan. Milan w końcowej tabeli Serie A zajął jednak dopiero szóste miejsce, z Ligi Mistrzów odpadł w drugiej rundzie grupowej, a z Pucharu Włoch został wyeliminowany w półfinale. W ataku "Rossonerich" Comandini o miejsce w składzie rywalizował z Andrijem Szewczenko, Oliverem Bierhoffem i José Marim.
Następnie wychowanek Ceseny odszedł do Atalanty BC, w której ligowy debiut zaliczył 25 sierpnia 2001 roku w przegranym 0:1 wyjazdowym meczu z Bologną. W trakcie sezonu 2003/2004 Comandini został wypożyczony do Genoi, a w styczniu 2004 roku powrócił do Bergamo. Podczas rozgrywek 2004/2005 Włoch przebywał na wypożyczeniu w Ternanie Calcio, po czym w 2006 roku zakończył piłkarską karierę. Powodem tej decyzji były problemy zdrowotne, które trapiły Comandiniego od dłuższego czasu.

## Kariera reprezentacyjna
23 maja 1998 roku w wygranym 4:0 pojedynku ze Szkocją Comandini zadebiutował w reprezentacji Włoch do lat 21. 4 września tego samego roku zdobył dla niej swojego pierwszego gola, a "Azzurrini" pokonali 2:1 Walię. Łącznie w barwach reprezentacji U-21 Comandini wystąpił w 19 spotkaniach i 6 razy wpisał się na listę strzelców. Razem z nią w 2000 roku sięgnął po tytuł mistrza Europy juniorów.